# Мартин ван Бјурен
Мартин ван Бјурен (енгл. Martin Van Buren; Киндерхук, 5. децембар 1782 — Киндерхук, 24. јул 1862) био је осми председник Сједињених Држава (1837—1841) и девети гувернер Њујорка (1829—1829). Рођен је у Киндерхуку, Њујорк, био је правник и радио је у Сенату (1812—20) и као државни јавни тужилац (1816—19).
Ван Бјурен је био први председник Сједињених Држава који је рођен као држављанин САД, као и једини коме енглески није био матерњи језик, већ холандски.